# Julimes
Julimes là một đô thị thuộc bang Chihuahua, México. Năm 2005, dân số của đô thị này là 4507 người.